# 前347年
| 千纪： | 前1千纪 |
| 世纪： | 前5世纪 \| 前4世纪 \| 前3世纪 |
| 年代： | 前370年代 \| 前360年代 \| 前350年代 \| 前340年代 \| 前330年代 \| 前320年代 \| 前310年代                                                                                          |
| 年份： | 前352年 \| 前351年 \| 前350年 \| 前349年 \| 前348年 \| 前347年 \| 前346年 \| 前345年 \| 前344年 \| 前343年 \| 前342年                                                            |
| 纪年： | 周顯王二十二年 魯康公六年 齊威王十年 趙肅侯三年 魏惠王二十三年 韓昭侯十六年 秦孝公十五年 楚宣王二十三年 宋剔成君二十三年 衛成侯十五年 燕後文公十五年 越王無顓十四年 中山成公三年 |

## 大事记
- 蜀国迁都成都。
- 趙公子范襲邯鄲，不克而死。

## 逝世
- 柏拉图，古希腊哲学家(约出生于前427年）
- 欧多克斯，古希腊天文学家和数学家（约出生于前400年）